# АІ-20
АІ-20 ― одновальний турбогвинтовий авіаційний двигун.

## Історія створення[1]
Розробка двигуна почалась на ДКБ-478 в 1956 для задоволення потреб АНТК імені Олега Антонова та ДКБ ім. Ілюшина. В 1957 році проведено державні випробування двигуна і розпочатий серійний випуск на моторобудівних заводах в Запоріжжі (Мотор Січ) та Пермі. Загалом на обох заводах випущено понад 14000 двигунів АІ-20 усіх модифікацій.
АІ-20 ― одновальний турбогвинтовий авіадвигун з осьовим 10-ступінчастим компресором, кільцевою камерою згоряння, 3-ступеневою турбіною, планетарним редуктором, нерегульованим реактивним соплом. Двигун працює з флюгерним гвинтом змінюваного кроку лівого обертання АВ-64, АВ-68Д, АВ-68ДМ, АВ-68І. Як паливо використовується авіаційний гас марок Т-1, ТС-1, РТ.

## Технічний опис[2]
Двигун АІ-20 складається з наступних основних вузлів:
- Планетарного редуктора
- Лобового картера
- Осьового 10-ступеневого компресора
- Кільцевої камери згоряння
- Триступеневої осьової турбіни
- Нерегульованого реактивного сопла
- Агрегатів, які обслуговують роботу двигуна і літака

### Редуктор
Розміщений у передній частині двигуна, призначений для зменшення обертів ротора двигуна і передачі надлишкової потужності газової турбіни на обертання вала синхронного генератора.
Редуктор складається з:
- планетарної ступені;
- щаблі перебору;
- вивідного валу;
- механізму вимірювача крутного моменту.

Усі агрегати редуктора змонтовані в картері з магнієвого сплаву. Привід ротора двигуна до механізму редуктора здійснюється провідним валом-ресорою.

### Компресор
Призначений для всмоктування, стиснення і подачі повітря в камеру згоряння. Компресор двигуна АІ-20 десятиступеневий, дозвуковий, осьовий. Ротор компресора барабанно-дискової конструкції, складається з десяти окремих дисків, які несуть на своїх вінцях робочі лопаті. До заднього фланця корпусу кріпиться вузол камери згоряння. Диски, задній вал і робочі лопаті ротора виготовлені з високоякісної нержавіючої сталі.

### Вузолкамери згоряння
Складається з 
- корпусу зварної конструкції з нержавіючої сталі;
- камери згоряння кільцевого типу;
- робочих паливних форсунок;
- запальників;
- паливного колектора;
- ряду дрібних вузлів.

Камера згоряння виготовлена з листового жароміцного матеріалу.  До лобового кільця приварені десять головок. Конструкція камери згоряння забезпечує займання і швидке перекидання полум'я при запуску.

### Турбіна
Призначена для перетворення теплової енергії гарячих газів в механічну роботу обертання ротора двигуна. Турбіна двигуна АІ-20 осьова, реактивна. Вона приводить в обертання компресор, агрегати двигуна і передає надлишкову потужність на вал генератора. Ротор турбіни консольного типу, складається з трьох робочих коліс та валу, з'єднаних між собою болтами. Робочі лопаті турбіни та диски виконані з жароміцних та жаростійких матеріалів.

## Модифікації
- АІ-20 ― базовою потужністю 4000 к.с. Встановлювався на Ан-10, Ан-12.
- АІ-20Д ― форсований до 5180 к.с. Встановлювався на Ан-8, Ан-32, Бе-12.
- АІ-20ДК ― доопрацьований для гідролітака Бе-12ФС. Встановлювався на Ан-32.
- АІ-20К ― для літака Іл-18В. Випускався в 1963-1965 роках.
- АІ-20М ― форсований до 4250 к.с. Встановлювався на Ан-12БК, Іл-18Д, Іл-38.

## Характеристики версій двигуна
| Параметр                                                 | АІ-20К        | АІ-20М        | АІ-20Д серії 4 | АІ-20Д серій 5 | АІ-20Д серії 5М |
| -------------------------------------------------------- | ------------- | ------------- | -------------- | -------------- | --------------- |
| Суха маса кг.                                            | 1080          | 1040          | 1040           | 1040           | 1040            |
| Злітний режим (Н=0, Мп=0, MCA)                           |               |               |                |                |                 |
| Потужність еквівалентна, е.к.с. (е.кВт)                  | 4000 (2941)   | 4250 (3125)   | 5180 (3809)    | 5180 (3809)    | 4750 (3493)     |
| Питома витрата палива, кг/е.к.с.*год (кг/кВт*год)        | 0,270 (0,367) | 0,239 (0,325) | 0,227 (0,309)  | 0,227 (0,309)  | 0,230 (0,313)   |
| Максимальний крейсерський режим (Н=8000 м; Мп=0,57; MCA) |               |               |                |                |                 |
| Потужність на валу повітряного гвинта,е.к.с. (е.кВт)     | 2490 (1844)   | 2700 (1986)   | 2990 (2214)    | 2725 (2004)    | 2725 (2004)     |
| Питома витрата пального кг/кгс∙ч                         | 0,210 (0,286) | 0,197 (0,268) | 0,196 (0,266)  | 0,199 (0,271)  | 0,199 (0,271)   |
| Надзвичайний крейсерський режим (Н=8000 м; Мп=0,57; MCA) |               |               |                |                |                 |
| Потужність на валу повітряного гвинта,е.к.с. (е.кВт)     |               |               |                |                | 5180 (3809)     |